# سليمان ساري
سليمان ساري قرية سورية تتبع ناحية اليعربية في منطقة المالكية التابعة لمحافظة الحسكة. بلغ عدد سكانها 634 نسمة عام 2004.